# Kotka (stacja kolejowa)
Kotka (fiń. Kotkan rautatieasema) – stacja kolejowa w Kotka, w prowincji Kymenlaakso, w Finlandii. Położona jest o 242,7 km koleją od Dworca kolejowego w Helsinkach.
Stacja kolejowa jest częścią linii Kotka-Kouvola. Odległość od dworca w Kouvola wynosi 51,2 km. Stacja obsługuje połączenia regionalne. Obecnie na dworcu nie ma już kas biletowych.